# 万泽勒 (沃州)
万泽勒（法語：Vinzel，法語發音：[vɛ̃zɛl]）是瑞士西部法语区沃州的一个市镇，属于尼永区。万泽勒的总面积为1.09平方公里。截至2010年底，总人口为343。